# Завет (бахаи)
В вере Бахаи концепция Завета относится к двум отдельным обязательным соглашениям между Богом и человеком. В классическом религиоведении завет трактуется как соглашение между двумя сторонами, исполнять которое обязаны обе стороны. Понятие завета существует в различных религиозных писаниях, включая многочисленные ссылки на заветы в Библии. В вере Бахаи проводится различие между Большим Заветом, заключаемым между каждым посланником от Бога и его последователями в отношении следующего пришествия, и Малым Заветом, касающимся преемственности власти в религии после смерти посланника.

## Большой Завет
Большой Завет описывает соглашение, которое каждое Богоявление устанавливает между собой и своими последователями, обещая, что в конце времен на землю будет ниспослано новое Богоявление, и беря с верующих обязательство принять Его. Большой Завет проявляется благодаря пророчествам. Каждое Богоявление (среди них Авраам, Моисей, Иисус, Мухаммад, Баб и Бахаулла) предрекали появление следующего, и долг их последователей был изучать заявления следующих за ними пророков.
В Писаниях веры Бахаи Большой Завет касается обещания данного Богом о том, что он не оставит человечество без руководства и будет посылать его через своих Явителей (Пророков). Человечество же, в свою очередь, обещает подчиняться Божьему Закону.

Этот Завет наиболее кратко изложен Бабом в персидском Байане: 
«Господь, Повелитель мироздания, никогда не посылал от Себя Пророка и не открывал Книги, не установив прежде Завета со всеми людьми, не призвав их к тому, чтобы они приняли следующее Откровение и следующую Книгу; а посему столь непрестанно и беспрерывно изливается на людей Его милость». 
Роль человека в исполнении своей части обета описана Бахауллой в открывающем абзаце книги законов Китаб-и-Агдас: 
«Первая обязанность, возложенная Богом на слуг Своих,— признание Того, Кто есть Восход Его Откровения и Источник Его Законов, Представитель Божиего Естества в Царстве Дела Его и в мире творения. Исполнивший обязанность сию обрел все благое, а лишенный сего сбился с пути, хотя бы и свершил всякое праведное деяние. Каждому, кто достиг сего наивозвышенного положения, сей вершины неземной славы, подобает соблюдать всякую заповедь Того, Кто есть Желание мира. Две обязанности сии неразделимы. Ни одна из них не приемлема без другой. Так положено Тем, Кто есть Родник Божественного вдохновения».
Бахаулла также писал о проявлении Большого Завета в будущем, когда говорил, что «если же кто-то явится прежде, чем истечет полная тысяча лет — каждый год которой состоит из двенадцати месяцев согласно Корану и девятнадцати месяцев и девятнадцати дней согласно Байану — отвергните его без промедления, хотя бы он предъявил вам все знаки Божьи!»

## Малый Завет
Другая форма Завета, также упоминающаяся в Писаний Веры Бахаи, — Малый Завет — соглашение о том, что последователи Богоявления примут назначенного Им преемника. Если верующие следуют Завету, Вера сохраняет единство и чистоту, в противном случае ее ожидают раскол и упадок. В религиозной истории примером подобного Завета является назначение Апостола Петра в качестве хранителя Церкви, Имама Али Мухаммадом и Абдул-Баха Бахауллой. В случае Петра и Имама Али, Завет, заключенный с ними или не был записан, или не был достаточно прямолинеен для того, чтобы получить всеобщее согласие, что привело к тому, что и Христианство, и Ислам, разделились на множество ответвлений и сект.
Малый Завет в вере Бахаи подкреплен сохранившимися аутентичными документами и был ясно выражен основателем Веры с назначением Абдул-Баха Центром Завета в Книге Завета Бахауллы Китаб-и-Ахд. Сам Абдул-Баха в своей Воле и Завещании ясно назначил своего внука Шоги Эффенди Хранителем Веры Бахаи, указав, что бахаи должны обратиться к Шоги Эффенди, и пообещав, что к тому моменту ещё не избранный Всемирный Дом Справедливости будет обладать неколебимой истиной и следовать воле Бога. Те, кто не согласен с этой последовательностью преемничества, считаются нарушителями Завета, отвергнувшими Бахауллу. Абдул-Баха описывал принцип Завета как «величающую характерную черту» религии Бахауллы.
Благодаря Завету сохранилось единство веры Бахаи и был предупрежден раскол.

## Завет в истории религии
Писания бахаи подчеркивают преемственность темы Большого Завета в истории религии. В Писаниях Веры упоминается Завет, который Бог заключил с Авраамом, сделавший Его отцом многих народов и благословивший его потомков (Бт. 17:1-7, 18-21). Еще более важным является Синайский завет, который включает в себя обязанность израильтян признавать и следовать законам Бога в обмен на то, что Бог возвысит Израиль. (Исх. 24:4-8; 28:1-2) Также с точки зрения бахаи важен пророческий завет, заключенный Богом с Иеремией (Иер. 32:37-42), в котором Бог говорит о дне, в который Он соберет народ Израиля со всех стран, в которые он был изгнан, и вернет их на Святую Землю. Бог обещает не отворачиваться от них. «И они будут моим народом, а я буду их Богом» (Иер. 32:38). Этот завет важен и потому, что бахаи считают, что первая часть была исполнена с приходом Бахауллы, совпавшим с возвращением евреев на Святую Землю.
Важное различие между обычным пониманием Завета в Торе и пониманием бахаи состоит в том, что Бахаулла подчеркивает, что Бог испытывает человечество через Завет. В Китаб-и-Иган и в других работах Бахаулла пишет о том факте, что когда человечество заключает Завет и будет подчиняться Божьему руководству, то подвергается проверке с приходом следующего Явителя Бога, обещанного каждым из Богоявлений. Бог испытывает людей, действительно ли они следуют голосу Божиему и узнают ли они его, когда этот голос будет исходить из нового источника, или отвергнут новое откровение.
В Новом Завете кровь жертвенных животных, которые отмечали печать Завета в иудаизме (Исх. 24:8), заменяется жертвенной кровью Христа (Евр. 9:13-28). Таким образом, Завет изменяется от послушания закону до Завета, в котором всякий, кто верит, уверен в союзе с Богом. Священные Писания Бахаи убедительно подтверждают важность жертвы Христа. Однако Завет для бахаи включает в себя как веру, так и послушание закону Бога со стороны человечества.
В Коране существует параллель с описанием Завета в Священных Писаниях Бахаи, где Завет рассматривается как связь Божьего руководства с человечеством через череду посланников Бога. (Q3: 80-85)
В Писаниях Баба довольно много ссылок на Завет и, в частности, на пророческую фигуру «Того, кого явит Бог».
Помимо Большого Завета в авторитетных Писаниях бахаи прослеживается история Малого Завета в предыдущих религиях. Пётр признан главой апостолов после Иисуса, а Имам-Али — законным преемником пророка Мухаммада. Однако их назначение было сделано только в устной форме и, в результате, было с легкостью оспаривалось, в отличие от письменного и четкого назначения Центром Завета Бахауллы Абдул-Баха.